# Chappaqua
Cet article concerne la ville américaine Chappaqua. Pour le film de même nom, voir Chappaqua (film).

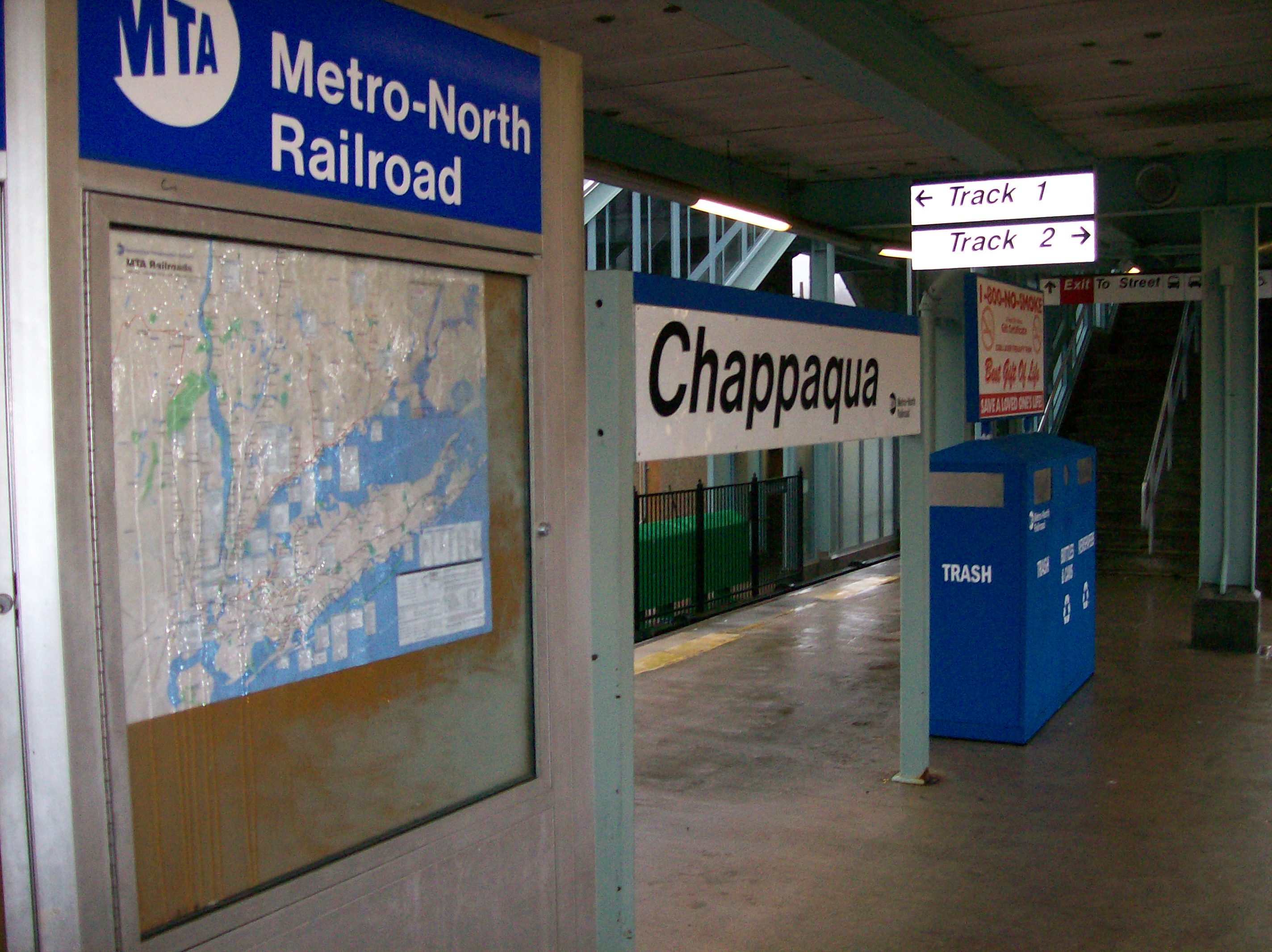
Gare de Chappaqua.

Chappaqua est une ville des États-Unis située sur le territoire de New Castle dans le comté de Westchester (État de New York). La ville est située approximativement à 56 kilomètres au nord de New York. La ville compte 1 436 habitants en 2010.
Bill Clinton et Hillary Rodham Clinton y possèdent une maison depuis 1999.

## Personnalités liées
- Ed Butowsky, millionnaire américain y est né en 1962.